# Beli Osăm (distrikt)
Beli Osăm (bulgariska: Бели Осъм) är ett distrikt i Bulgarien.   Det ligger i kommunen Obsjtina Trojan och regionen Lovetj, i den centrala delen av landet, 110 kilometer öster om huvudstaden Sofia.